# Вишнёвая (Курганская область)
Вишнёвая — деревня в Юргамышском районе Курганской области. Входит в Песковский сельсовет.

## История
До 1917 года в составе Таловской волости Челябинского уезда Оренбургской губернии. По данным на 1926 год деревня Васильевка состояла из 198 хозяйств. В административном отношении входила в состав Песковского сельсовета Юргамышского района Курганского округа Уральской области.
В 1964 году Указом Президиума ВС РСФСР деревня Васильевка  переименована в Вишнёвая.

## Население
| 1989 | 2002 | 2010 |
| ---- | ---- | ---- |
| 126  | ↘109 | ↘96  |

По данным переписи 1926 года в деревне проживало 821 человек (396 мужчин и 425 женщин), в том числе: русские составляли 99 % населения.